# 박인철 (기업인)
박인철(朴仁哲, 1948년 3월 4일 ~ )은 대한민국의 기업인으로 현재 자동차부품회사 리한의 창업주이자 회장이다.

## 학력
- 연세대학교 교육학 학사

## 경력
- 1978년 ~ 1982년: 서진산업 대표이사 사장
- 1979년 ~ 1982년: 안양상공회의소 부회장
- 1982년 ~ 현재: 대기산업 대표이사 회장
- 1989년 ~ 현재: 한국자동차산업협동조합 이사
- 1995년 ~ 1998년: 군포상공회의소 회장
- 1997년 ~ 현재: 한국무역협회 이사
- 2002년 ~ 2009년: 대기포레시아 회장
- 2002년 ~ 2003년: 국제로타리 3750지구 총재
- 2002년 ~ 현재: 연세대학교 총동문회 부회장
- 2005년 ~ 현재: 현대기아자동차협력회 부회장
- 2011년　9월: 대기산업이 리한으로 사명변경
- 2014년 ~ 현재: 한국중견기업연합회 부회장
- 現 리한 회장
- 現 한국중견기업연합회 부회장
- 現 연세대학교 총동문회 부회장
- 現 현대기아자동차협력회 부회장
- 現 한국자동차산업협동조합 이사
- 現 한국무역협회 이사

## 상훈
- 1992년 5월: 동탑산업훈장
- 2005년 5월: 대통령 표창